# Bjørneskindshue
Bjørneskindshuen er en militær hovedbeklædning som er fremstillet af skind fra bjørne. Den blev i 1800-tallet anvendt af grenaderer, men siden 1900-tallet er den alene en del af visse paradeuniformer, primært for grenaderer og gardere.
I Danmark kendes bjørneskindshuen således især fra Livgardens uniform, hvor de har været brugt siden 1805.